# Schloss Neuwartenburg

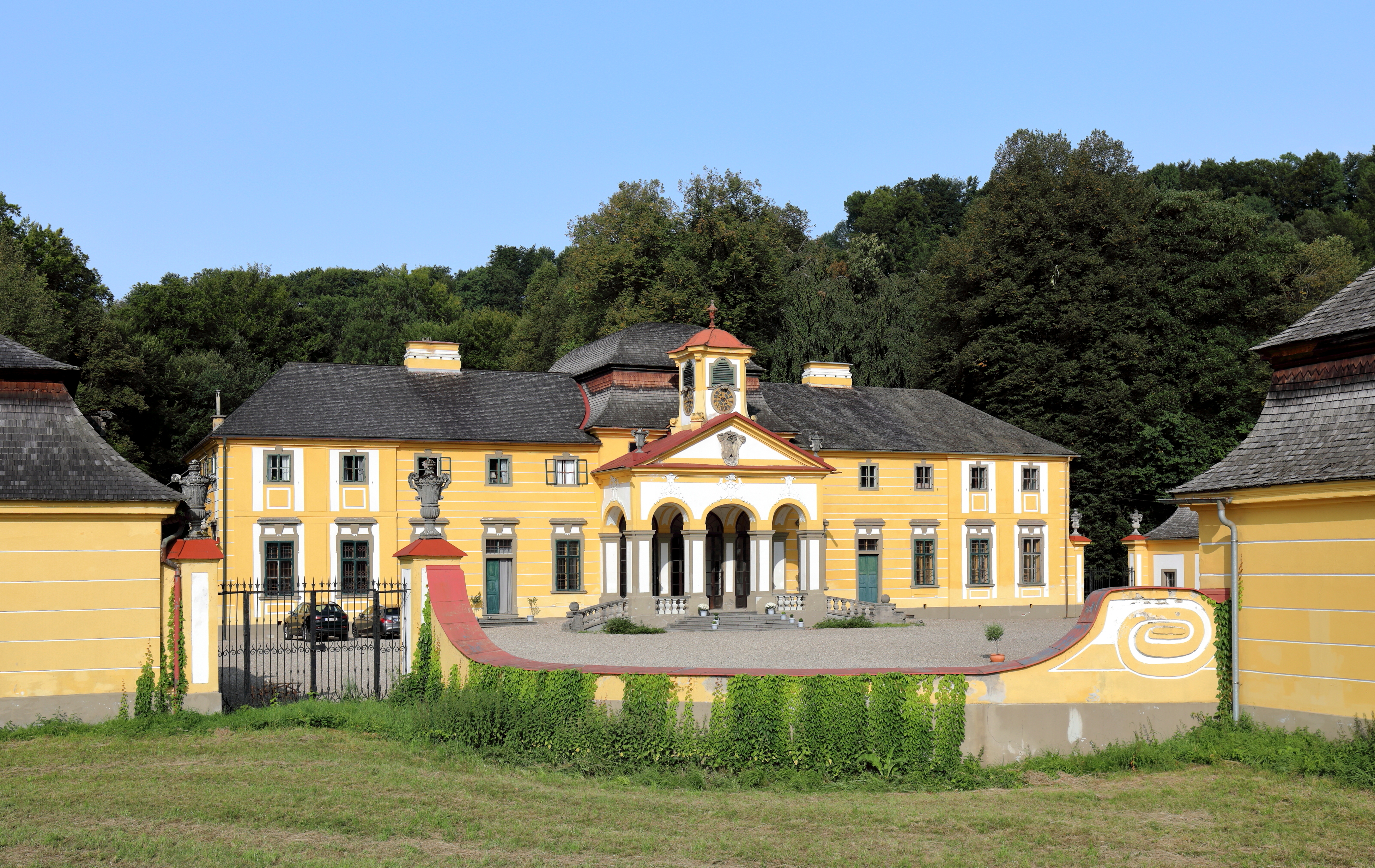
Schloss Neu-Wartenburg

Schloss Neu-Wartenburg in ein Anwesen bei Timelkam und Vöcklabruck in Oberösterreich.

## Geschichte
Die Pollheimersche Herrschaft Wartenburg ist schon 1319 urkundlich. Ihr ursprünglicher Herrschaftssitz war die Burg Wartenburg an den Südausläufern des Hausrucks über der Vöckla, und ab 1639 das nördlich davon gelegene Schloss Alt-Wartenburg, beide heute verfallen.
Am rechten Vöcklaufer, unterhalb der Burg, befindet sich Schloss Neu-Wartenburg. Das Schloss wurde im Auftrag von Johann Albert Graf Saint-Julien-Wallsee (1673–1766) von dem Wiener Architekten Anton Erhard Martinelli zwischen 1730 und 1732 erbaut. Der Graf Wallsee hatte die Herrschaft 1729 von den seit 1640 ansässigen Nütz von Goisernburg gekauft. Er hatte Kaiser Karl VI. für 3 Tage zu einer Falkenjagd eingeladen und wollte ihm eine standesgemäße Unterkunft bieten. Schon 1754 musste er wegen Schulden das Gut wieder verkaufen. Über die Familie Ghelen kam es 1766 an die Edlen von Grechtler, 1785 an Thaddäus von Reischach und 1847 an Ludwig Ratzesberg, bis es Albert Graf von Saint-Julien 1869 wieder in Familienbesitz bringen konnte. Die letzte Erbtochter der Familie Saint-Julien adoptierte Elisabeth Gräfin von Strachwitz; seit 1973 gehört das Schloss der Familie von Strachwitz.

## Anlage

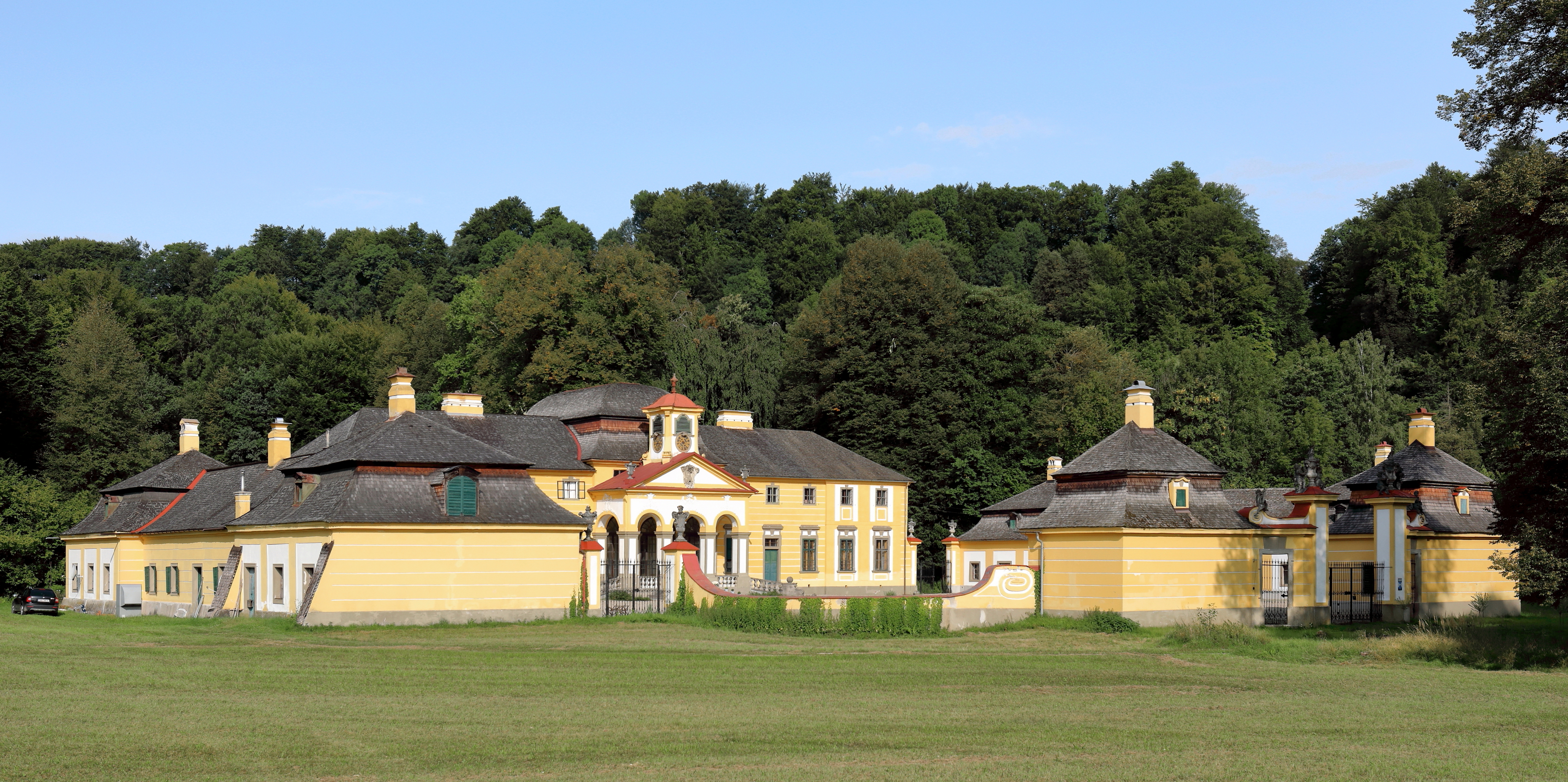
Schloss Neu-Wartenburg, Gesamtansicht

Das Schloss umfasst das Haupthaus und einen von zwei Seitentrakten und einem Portal mit Pavillons Richtung Osten eingefassenen Ehrenhof. Das Haus hat einen erhöhten Mittelteil. Die Kuppel wurde bei einem Brand 1940 zerstört und erst 1968 wiedererrichtet.
Der Park in der Biegung der Vöckla enthält in der Anlage noch die Grundzüge der 1730er Jahre und ist in den Außenbereichen ein Landschaftsgarten des 19. Jahrhunderts. Er gehört zu den bedeutenderen gartenarchitektonischen Denkmalen Österreichs und ist im Denkmalschutzgesetz genannt (Nr. 27 im Anhang zu § 1 Abs. 12 DMSG).
Zum Anwesen gehören einige verstreute Häuser, der Gutshof am anderen Ende der Allee gehört heute zur Gemeinde Vöcklabruck. Die Häuser bilden zusammen eine eigenständige Ortslage, jeweils eine Ortschaft in beiden Gemeinden.
Schloss und Park befinden sich in Privatbesitz der Familie Strachwitz und sind nicht öffentlich zugänglich.